# Józef Lindemann
Józef Lindemann herbu własnego (zm. przed 27 stycznia 1762 roku) – podstoli kowieński w latach 1740-1761, stolnik smoleński w latach 1739-1740.
Poseł na sejm 1758 roku z powiatu kowieńskiego.